# Ranunculus borchers-kolbiae
Ranunculus borchers-kolbiae är en ranunkelväxtart som beskrevs av S. Ericsson. Ranunculus borchers-kolbiae ingår i släktet ranunkler, och familjen ranunkelväxter. Inga underarter finns listade i Catalogue of Life.